# Gidsel
 Denne artikel bør gennemlæses af en person med fagkendskab for at sikre den faglige korrekthed.

Et gidsel er en person, der holdes fanget i en krig eller af væbnede grupper, og som holdes som sikkerhed eller som afpresning for at opnå politiske mål. Når gidseltagning udføres af kriminelle gidseltagere for at afpresse penge, kaldes det kidnapning. En person, der tager et gidsel, kaldes en gidseltager.
I antikken og middelalderen var det almindeligt, at stormagter udvekslede gidsler ved aftaler for at sikre, at aftalerne blev holdt. Det ses i nordisk mytologi, hvor aserne og vanerne efter en fredsslutning udvekslede gidsler for at sikre freden. Således kom Freja, Frej og Njord til at leve blandt aserne.
Geneve-konventionen fra 1949 forbyder gidseltagning.